# Première Division (Mali)
La Première Division è la massima competizione calcistica del Mali, fondata nel 1966 dalla Fédération Malienne de Football (FMF).

## Albo d'oro
1660: Stade Djolibienne
- 1961-1963: sconosciuto
- 1964:  Real Bamako
- 1965: sconosciuto
- 1966:  Djoliba
- 1967:  Djoliba
- 1968:  Djoliba
- 1969:  Real Bamako
- 1970:  Stade Malien
- 1971:  Djoliba
- 1972:  Stade Malien
- 1973:  Djoliba
- 1974:  Djoliba
- 1975:  Djoliba
- 1976:  Djoliba
- 1977: non disputato
- 1978: non disputato
- 1979:  Djoliba
- 1980:  Real Bamako
- 1981:  Real Bamako
- 1982:  Djoliba
- 1983:  Real Bamako
- 1984:  Stade Malien
- 1985:  Djoliba
- 1986:  Real Bamako
- 1987:  Stade Malien
- 1988:  Djoliba
- 1989:  Stade Malien
- 1990:  Djoliba
- 1991:  Real Bamako
- 1992:  Djoliba
- 1993:  Stade Malien
- 1994:  Stade Malien
- 1995:  Stade Malien
- 1996:  Djoliba
- 1997:  Djoliba
- 1998:  Djoliba
- 1999:  Djoliba
- 2000:  Stade Malien
- 2001:  Stade Malien
- 2002:  Stade Malien
- 2003:  Stade Malien
- 2004:  Djoliba
- 2005:  Stade Malien
- 2006:  Stade Malien
- 2007:  Stade Malien
- 2008:  Djoliba
- 2009:  Djoliba
- 2010:  Stade Malien
- 2011:  Stade Malien
- 2012:  Djoliba
- 2012-2013 :  Stade Malien
- 2013-2014 :  Stade Malien
- 2014-2015 :  Stade Malien
- 2016 :  Stade Malien
- 2017 : interrotto[1]
- 2018 : non disputato[2]
- 2019-2020 :  Stade Malien
- 2020-2021 :  Stade Malien
- 2021-2022 :  Djoliba
- 2022-2023 :  Real Bamako
- 2023-2024 :  Djoliba
- 2024-2025 :  Stade Malien

## Vittorie per squadra
| Club         | Città  | Titoli | Anni |
| ------------ | ------ | ------ | --- |
| Djoliba      | Bamako | 24     | 1966, 1967, 1968, 1971, 1973, 1974, 1975, 1976, 1979, 1982, 1985, 1988, 1990, 1992, 1996, 1997, 1998, 1999, 2004, 2008, 2009, 2012, 2022, 2024      |
| Stade Malien | Bamako | 24     | 1970, 1972, 1984, 1987, 1989, 1993, 1994, 1995, 2000, 2001, 2002, 2003, 2005, 2006, 2007, 2010, 2011, 2013, 2014, 2015, 2016, 2019-2020, 2021, 2025 |
| Real Bamako  | Bamako | 8      | 1964, 1969, 1980, 1981, 1983, 1986, 1991, 2023 |

## Migliori marcatori
| Anno    | Capocannoniere                      | Squadra                   | Reti |
| 1998-99 | Soumaïla Touré                      | USFAS Bamako              | 12   |
| 2000-01 | Mamadou Kanté                       | Stade Malien              | 23   |
| 2002    | Soungalo Diakité                    | Stade Malien              | 25   |
| 2002-03 | Ousmane Coulibaly                   | Nianan                    | 13   |
| 2004    | Mintou Doucouré                     | Centre Salif Keita        | 14   |
| 2005    | Jacques Koffi N'Guessan             | Real Bamako               | 18   |
| 2007    | Bakary Coulibaly                    | Stade Malien              | 16   |
| 2008-09 | Ousmane Ben Goïta Mamadou Coulibaly | USFAS Bamako Stade Malien | 13   |